# Пешрев
Пешрев (Pisrev, від перс. Pss — раніше, вперед; rev — що йде в першу чергу) — форма кримськотатарської та загалом тюркської традиційної класичної інструментальної музики. Є складовою частиною великої циклічної форми класичної вокально-інструментальної фасил, і виконується на самому початку твору. Як правило, використовує довгі цикличні ритми, котрі протяжно повторюються зо декілька разів.

## Структура
Класичний вид пешрева нагадує рондо і складається з розділів (хане), після кожного з яких звучить частина теслім чи мюлязіме, що виконує функцію приспіву. У переважній більшості пешреви складаються з 4-х хане, втім зустрічаються п'єси, що мають 2, 3, 5 і навіть 6 хане. Якщо в першому хані (експозиція) мелодичний малюнок витриманий у певному ладі і тональності, то в наступних, розробкових чи іноді контрастних за тематизмом, відбуваються певні ладові і тональні відхилення. Виконується завжди без змін, теслім (приспів) повертає мелодію до основної тональності і початкового ладу. Особливу групу складають пешреви Карабатак (Qarabataq pesrevleri). Основна характерна риса п'єс, у назві яких використовується слово карабатак — будова за формулою «питання — відповідь», де інструментальним соло батак (bataq) протиставляється унісон ансамблю берабер (beraber — спільно). Назви пешревів тісно пов'язані із ладами тюркської музики й зазвичай відображають географічні поняття (Курдистан, Ісфаган, Шираз тощо), певні образи чи реальні історичні події.
Традиційна класична музика країн Близького Сходу супроводжується визначеними остинатами — усулями (usul), що виконуються на ударних інструментах (деф, нагора, дарунку, думбелек тощо). У пешревах використовуються усулі з постійними і перемінними метрами, що поєднуються у великі цикли (24, 32, 48 і більше) і мають певні назви — Хафіф (Hafif — легкий), Сакіль (Sakil — важкий) і так далі.
Серед відомих композиторів пешреву Димитрій Кантемір, Алі Уфкі, Джаміль Бей та інші.